# Sutatenza
Sutatenza è un comune della Colombia facente parte del dipartimento di Boyacá.
Il centro abitato venne fondato da un gruppo di frati domenicani nel 1556, mentre l'istituzione del comune è del 28 gennaio 1783.

## Etimologia del termine
Il nome Sutatenza deriva da Chibcha e significa "Nuvola dietro l'acciuga" o "Discesa alla casa del cacicco".